# Сельський Потік
Сельський Потік (пол. Sielski Potok) — гірська річка в Польщі, у Новотарзькому повіті Малопольського воєводства. Права притока Грайцарика, (басейн Балтійського моря).

## Опис
Довжина річки 7,17 км. Формується безіменними притоками.

## Розташування
Бере початок на південно-західних схилах від вершини Пшехиба (1173 м) на висоті 1130 м на рівнем моря (гміна Щавниця). Тече переважно на південний захід через долини Крепіоркі та Марисювку і у селі Шляхтова впадає у річку Грайцарик, праву притоку Дунайця.

## Цікавий факт
- Річка протікає Бескидом Сондецьким гірським пасмом Західних Карпат.